# Christoph Schneider
Christoph "Doom" Schneider (Kelet-Berlin, 1966. május 11.) német zenész, a Rammstein nevű együttes dobosa.

## Élete
Apja zenész volt. 6 testvére van, 5 húga és egy öccse. Az egyik húga, Constance jelmeztervező, aki már a Rammsteinnek is tervezett fellépésre ruhát. 1980-ban, amikor 14 éves volt, testvére készített neki egy dobot alumínium dobozokból. Ennek hatására kezdett érdeklődni a dobolás iránt. 16 évesen abbahagyta az iskolát, dolgozni kezdett, munkája telefonok beszereléséből állt. Ebből sikerült annyi pénzt keresnie, hogy vehessen magának egy igazi dobot. Erről így nyilatkozott: 
„Miután elég sokáig gyűjtöttem rá, sikerült annyi pénzt megtakarítanom, hogy vehessek magamnak egy igazi dobot. Elég rossz volt összevetve a mai dobokkal, de ez nem zavart. Nem egy jó minőségű darab volt, szóval mindig volt vele valami baj. De szerencsére az egyik barátom hegesztő volt, így mindig megcsinálta nekem.”
 1984-ben, 18 évesen belépett a hadseregbe. Ő az egyetlen tagja az együttesnek, aki teljesített szolgálatot.

## Pályafutása
1985-ben otthagyta munkáját és jelentkezett az egyetemre zenét tanulni. Sosem vették fel, pedig kétszer is próbálkozott. Az apja nem engedte neki, hogy dobolni tanuljon, azt szerette volna, ha fia trombitálni tanul. A következő együttesek tagjai volt: Keine Ahnung, Frechheit, Die Firma, Feeling B. 1994-ben Till Lindemannal, Richard Z. Kruspeval és Oliver Riedellel megnyertek egy zenei versenyt és ezáltal kiadhattak egy CD-t négy demo-számmal.

## Érdekességek
- Jobban szereti, ha a vezetéknevén, vagy a becenevén (Doom) szólítják. Azért kapta ezt a nevet, mert a Doom a kedvenc játéka.
- Erős dohányos volt, de leszokott.
- Öltözködésében a drágább, márkás ruhákat kedveli.
- Fiatal korában kézilabdázott.
- Elég jól beszél angolul, a nyelvet főleg a TV és a rádió műsorai segítségével sajátította el.
- Kicsit tériszonya is van, nem szereti a magasságot.
- Állítása szerint a legjobban Phil Rudd inspirálta az AC/DC-ből.
- A keményebb zenei műfajokat kedveli, kedvencei közé tartozik például a Limp Bizkit és Depeche Mode.